# 群馬県道156号分郷八崎寄居線
群馬県道156号分郷八崎寄居線（ぐんまけんどう156ごう ぶんごうはっさきよりいせん）は、渋川市北橘町内（分郷八崎地区 - 坂東橋）を通る群馬県道である。

## 概要
この県道は全線を通して片側1車線で成り立つ。

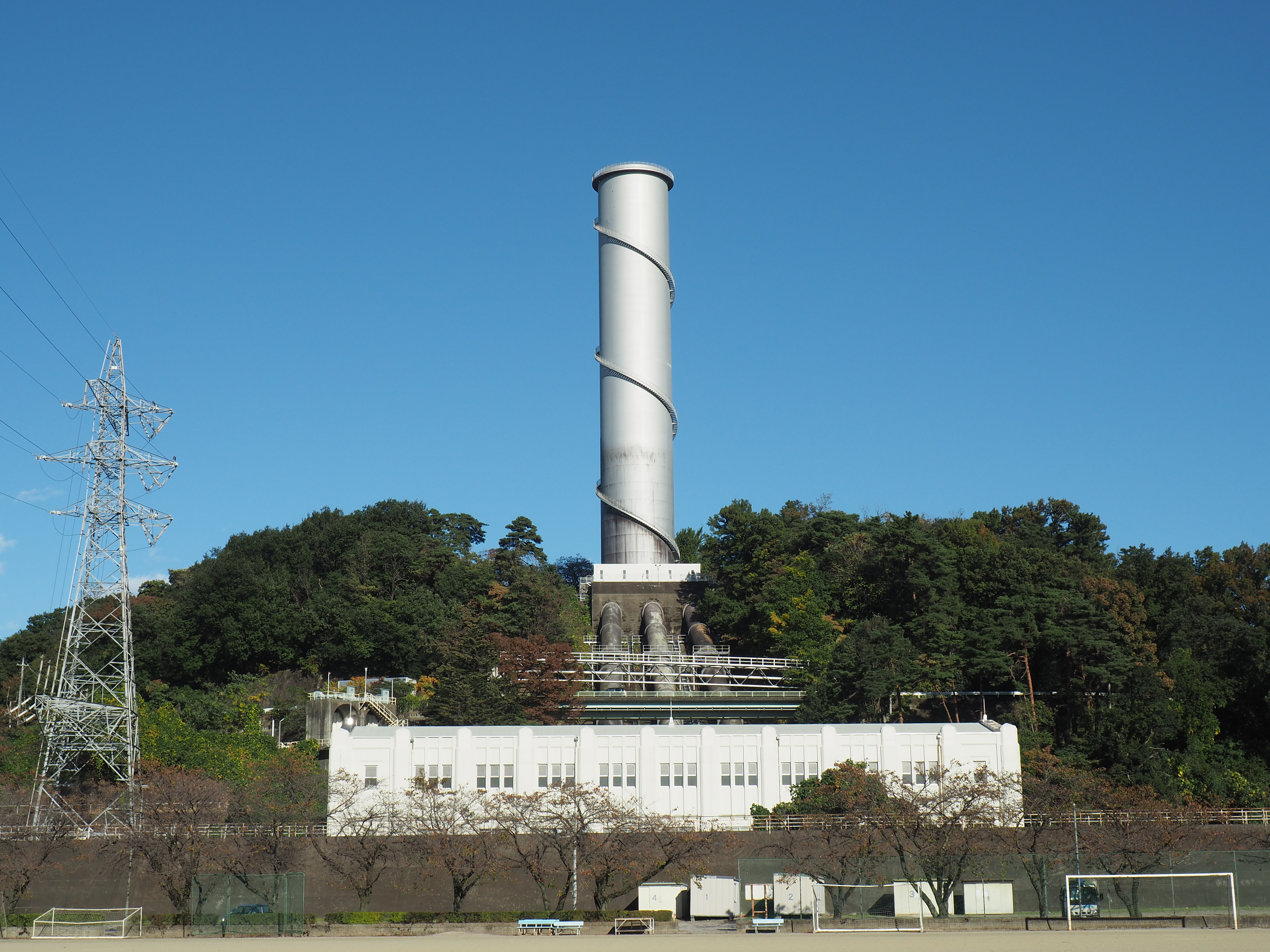
佐久発電所のサージタンク

車の通りに関しては多いとはいえないが、国道17号線が渋滞に見舞われるとこの道路を抜け道として利用する者もいる。しかし、慢性的な渋滞に見舞われることはほとんどない。沿線には東京電力の佐久発電所があり、旧北橘村のランドマークであるサージタンクを間近に見ることができる。
途中から終点まで群馬県道159号持柏木寄居線と重複する。

### 路線データ
- 起点：渋川市北橘町分郷八崎34番の4（群馬県道34号渋川大胡線交点）[注釈 1]
- 終点：渋川市北橘町真壁2249番（国道291号交点〈坂東橋東交差点〉）[注釈 2]

## 歴史
- 1959年（昭和34年）9月18日：群馬県より現・道路法に基づき、県道分郷八崎寄居線（勢多郡北橘村大字分郷八崎 - 同郡同村大字真壁字寄居、整理番号125）が路線認定される[2]。

## 重複区間
- 群馬県道159号持柏木寄居線（渋川市北橘町真壁 - 終点：同〈阪東橋東交差点〉）

## 交差する道路
- 群馬県道34号渋川大胡線
- 群馬県道159号持柏木寄居線
- 国道291号（旧国道17号）